# Son (serie de televisión)
Son es una serie de televisión turca de 2012, producida por Ay Yapım y emitida por ATV. La banda sonora fue realizada por Toygar Işıklı.

## Trama
Selim y Aylin son un exitoso y feliz matrimonio. Un día, el mundo de Aylin se derrumba por el supuesto fallecimiento de su esposo en un trágico accidente aéreo. Es así como encuentra apoyo y contención en Halil, su socio de negocios y el mejor amigo de Selim. Pronto Aylin se verá inmersa en un mundo de mentiras y manipulación.

## Elenco
- Yiğit Özşener como Selim Karan (Agustín en el doblaje).
- Nehir Erdoğan como Aylin Karan.
- Engin Altan Düzyatan como Halil Okutan (Alan en el doblaje).
- Berrak Tüzünataç como Alev Okutan (Inés en el doblaje).
- Erkan Can como Ali Okutan (Luis en el doblaje).
- Uğur Polat como Kudret Ertürk.
- Ülkü Duru como Feride Okutan (Fernanda en el doblaje).
- Ahmet Levendoğlu como Asım Denizci.
- Sezai Altekin como Yorgo.
- Levent Can como Cevdet Korukan.
- Philip Arditti como Majid.
- Aylin Aslım como Selen Denizci.
- Serap Sağlar como Mamá de Selen.
- Aysen Sümercan como Rosa.
- Yılmaz Şerif como Bahman.
- Baran Akbulut como Nihat.
- Olgun Toker como Taner.
- Emir Geylan como Ömer Karan.
- Martin Turner como Simon.
- Güneş Hayat como Vahide (Vanessa en el doblaje).
- İlhami Adsal como Papá de Aylin.
- Elena Viunova como Nadia.
- Vahdet Çakar como Sorgu.
- İlker Kaleli como Alper.
- Mehrnoosh Esmaelipour como Leyla Maleki.
- Elif Sönmez como Gülden.
- Başak Daşman como Ayşe.
- Mehmet Bilge Aslan como Cem.
- Kaan Urgancıoğlu como Tayfun.

## Adaptaciones
Países Bajos
La adaptación neerlandesa se estrenó el 4 de septiembre de 2016 por el canal NPO 3. Esta primera adaptación se tituló Vlucht HS13 (Vuelo HS13).
España
El 28 de noviembre de 2018 comenzó a emitirse El accidente, adaptación española producida por Globomedia para el canal Telecinco.